# QP–12-es konvoj
A QP–12-es konvoj a második világháború egyik hajókaravánja volt, amely a Szovjetunióból indult nyugatra. A QP kód az irányt (keletről nyugatra), a 12 a konvoj sorszámát jelenti. A kereskedelmi hajók és kísérőik 1942. május 21-én indultak el a Kola-félszigettől. A konvoj május 29-én érkezett meg az izlandi Reykjavíkba. A flottát a Southgate kapitánya irányította, helyettese a Cape Race kapitánya volt. A hajókaraván valamennyi egysége megérkezett a célállomásra, mivel a németek nem támadták a konvojt. A veszteségük egy Hurricane-pilóta volt, akinek későn nyílt ki az ejtőernyője, miután lelőtte egy német gép.

## A hajók

### Kereskedelmi hajók
| A hajó neve       | Nemzetisége               |
| ----------------- | ------------------------- |
| Alcoa Rambler     | Amerikai Egyesült Államok |
| Bayou Chico       | Amerikai Egyesült Államok |
| Cape Race         | Egyesült Királyság        |
| Empire Morn       | Egyesült Királyság        |
| Expositor         | Amerikai Egyesült Államok |
| Francis Scott Key | Amerikai Egyesült Államok |
| Hegira            | Amerikai Egyesült Államok |
| Ilmen             | Szovjetunió               |
| Kuzbassz          | Szovjetunió               |
| Mormacrio         | Amerikai Egyesült Államok |
| Paul Luckenbach   | Amerikai Egyesült Államok |
| Scottish American | Egyesült Királyság        |
| Seattle Spirit    | Amerikai Egyesült Államok |
| Southgate         | Egyesült Királyság        |
| Texas             | Amerikai Egyesült Államok |
| Topa Topa         | Amerikai Egyesült Államok |
| Zebulon B Vance   | Amerikai Egyesült Államok |

### Kísérőhajók
| A hajó neve        | Nemzetisége               | Típusa                    |
| ------------------ | ------------------------- | ------------------------- |
| HMS Badsworth      | Egyesült Királyság        | Romboló                   |
| HMS Blankney       | Egyesült Királyság        | Romboló                   |
| HMS Boadicea       | Egyesült Királyság        | Romboló                   |
| HMS Bramble        | Egyesült Királyság        | Aknaszedő                 |
| HMS Cape Palliser  | Egyesült Királyság        | Vontató                   |
| HMS Duke of York   | Egyesült Királyság        | Csatahajó                 |
| HMS Eclipse        | Egyesült Királyság        | Romboló                   |
| HMSEscapade        | Egyesült Királyság        | Romboló                   |
| HMS Faulknor       | Egyesült Királyság        | Romboló                   |
| HMS Fury           | Egyesült Királyság        | Romboló                   |
| HMS Gossamer       | Egyesült Királyság        | Aknaszedő                 |
| Groznij            | Szovjetunió               | Romboló                   |
| HMS Harrier        | Egyesült Királyság        | Aknaszedő                 |
| HMS Icarus         | Egyesült Királyság        | Romboló                   |
| HMS Intrepid       | Egyesült Királyság        | Romboló                   |
| HMS Kent           | Egyesült Királyság        | Könnyűcirkáló             |
| HMS Lamerton       | Egyesült Királyság        | Romboló                   |
| HMS Leda           | Egyesült Királyság        | Aknaszedő                 |
| HMS Liverpool      | Egyesült Királyság        | Könnyűcirkáló             |
| HMS London         | Egyesült Királyság        | Cirkáló                   |
| HMS Marne          | Egyesült Királyság        | Romboló                   |
| USS Mayrant        | Amerikai Egyesült Államok | Romboló                   |
| USS Middleton      | Amerikai Egyesült Államok | Romboló                   |
| HMS Nigeria        | Egyesült Királyság        | Könnyűcirkáló             |
| HMS Norfolk        | Egyesült Királyság        | Könnyűcirkáló             |
| HMS Northern Pride | Egyesült Királyság        | Felfegyverzett halászhajó |
| HMS Northern Wave  | Egyesült Királyság        | Felfegyverzett halászhajó |
| HMS Onslow         | Egyesült Királyság        | Romboló                   |
| USS Rhind          | Amerikai Egyesült Államok | Romboló                   |
| USS Rowan          | Amerikai Egyesült Államok | Romboló                   |
| HMS Seagull        | Egyesült Királyság        | Aknaszedő                 |
| HMS St. Albans     | Norvégia                  | Romboló                   |
| Szokrusityelnij    | Szovjetunió               | Romboló                   |
| HMS Ulster Queen   | Egyesült Királyság        | Légelhárító-hajó          |
| HMS Venomous       | Egyesült Királyság        | Romboló                   |
| HMS Victorious     | Egyesült Királyság        | Repülőgép-hordozó         |
| HMS Vizalma        | Egyesült Királyság        | Vontató                   |
| USS Wainwright     | Amerikai Egyesült Államok | Romboló                   |
| USS Washington     | Amerikai Egyesült Államok | Csatahajó                 |
| HMS Wheatland      | Egyesült Királyság        | Romboló                   |
| USS Wichita        | Amerikai Egyesült Államok | Cirkáló                   |